# Stibină
- Vezi și: Stibină (mineral)

Stibina sau stibanul este un compus anorganic cu formula chimică SbH3 și este un gaz incolor toxic cu miros neplăcut, la dizolvare în apă formând soluții acide. Este un exemplu de hidrură de pnictogen.

## Proprietăți fizice
- Punctul de topire:  −88 °C
- Punctul de fierbere: −17 °C
- Gibbs-Energie  ΔfG0g: 148 kJ/mol
- Tropismul standard:  S0g 233 J/(mol·K)
- Constanta calorică: Cp0g 41 J/(mol·K)
- Stibina este o moleculă cu o structură atomică piramidală, cu 3 atomi de ghidrogen la baza piramidei

## Proprietăți chimice
Proprietățile chimice ale stibinei sunt asemănătoare cu cele ale hidrurii de arsen (denumită arsină).
Tipic stibinei este ca și în general caracterul unei hidruri de metal greu, de a fi instabil, la temperatura camerei se descompune gazul încet în elementele componente, iar la 200  °C această descompunere se produce rapid, în anumite condiții  fiind explosiv.
{\displaystyle 2SbH_{3}\to 3H_{2}+2Sb}
In prezența unor baze tari stibina cedează protoni.

## Utilizare
Stibanul este folosit în industria semiconductorilor la implantarea (doparea) siliciului ce determină o conductibilitate electrică mai ridicată.

## Măsuri de protecție
Datorită toxicității și pericolului mare de aprindere, este indicat o atenție deosebită la manipularea stibanului. Pentru aceasta sunt presccrise în normele de protecție, purtare de îmbrăcăminte, mască de protecție, de asemenea a nu se fuma sau e interzisă a se umbla cu lămpi cu flacără deschisă.
Inhalare de stiban produce: tusă, senzație de vomă, dureri de cap și gât, stare de abatere, urină cu sânge (hematurie) ducând la dispnee gravă și colaps respirator. Alte leziuni posibile de organ produse de stiban sunt: leziuni hepatice, renale, sanguine, precum și a sistemului nervos central, care în cele din urmă pot duce la moarte (exitus).
Datorită instabilității chimice nu este indicat depozitarea stibanului.

## Obținere

Proba Marsh
1).HCl + zinc + probă
2).hidrogenat de arsen descompus la căldură
3).arsenul precipită pe perete (oglindă)
4).hidrogenul va fi ars

1. Stibanul se formează din combinații solubile a stibiului care se combină cu hidrogenul, astfel ia naștere din hidroxidul de stibiu, stiban și apă:
{\displaystyle Sb(OH)_{3}+6H\to SbH_{3}+3H_{2}O}
2.O altă modalitate de obținere fiind din antimonit de magneziu, la care se adaugă o soluție diluată de acid clorhidric:
{\displaystyle Mg_{3}Sb_{2}+6HCl\to 2SbH_{3}+3MgCl}
Ambele metde au dezavantajul, că gazul format conține un procent ridicat de hidrogen, care însă prin răcire la temperatura de - 17  °C, amestecul de gaze se pot separa.
3.Metoda care nu prezintă acest dezavantaj este realizată prin hidrogenarea clorurii de stibiu cu hidroxid borat de sodiu într-o baie de acid clorhidric diluat:
{\displaystyle SbCl_{3}+3NaBH_{4}\to SbH_{3}+3NaCl+3BH_{3}}

## Determinarea prezenței gazului
Determinarea prezenței gazului de stiban se face prin proba Marsh (o reacție de culoare) care este pozitiv la formarea unui sediment de culoare închisă, care se folosește și la determinarea arsenului:
{\displaystyle \mathrm {As_{2}O_{3}+6Zn+12H^{+}\rightarrow 2AsH_{3}+6Zn^{2+}+3H_{2}O} }